# Santa María (La Paz)
Santa María é um município de Honduras, localizado no departamento de La Paz.